# Niphostola micans
Niphostola micans là một loài bướm đêm trong họ Crambidae.